# The Vinoy Renaissance St. Petersburg Resort & Golf Club
The Vinoy Renaissance St. Petersburg Resort & Golf Club est un hôtel américain situé à St. Petersburg, en Floride. Ouvert en 1925, il est inscrit au Registre national des lieux historiques depuis le 11 septembre 1978 et est membre des Historic Hotels of America depuis 1991.